# Barrio Nuevo (Huéscar)
Barrio Nuevo (también llamado popularmente Barrio de San Isidro) es una localidad y pedanía española perteneciente al municipio de Huéscar, en la provincia de Granada, comunidad autónoma de Andalucía. Está situada en la parte central de la comarca de Huéscar. Limítrofe a esta localidad se encuentra el Barrio Nuevo de San Clemente, y un poco más alejados están los núcleos de Galera y La Alquería.
A aproximadamente 1 kilómetro, en la orilla contraria del río Guardal, se sitúa el núcleo principal de la localidad de Huéscar. Barrio Nuevo, como otros núcleos granadinos, destaca por su singular tipología constructiva, dado que la mayor parte de las viviendas son "casas-cueva", muchas de ellas en buen estado de conservación.

## Demografía
Según el Instituto Nacional de Estadística de España, en el año 2022 Barrio Nuevo contaba con 747 habitantes censados, lo que representa el 10,31% de la población total del municipio.

### Evolución de la población
| Gráfica de evolución demográfica de Barrio Nuevo entre 2012 y 2022 |
|                                                                    |
| Datos según el nomenclátor publicado por el INE.                   |